# 長崎機場

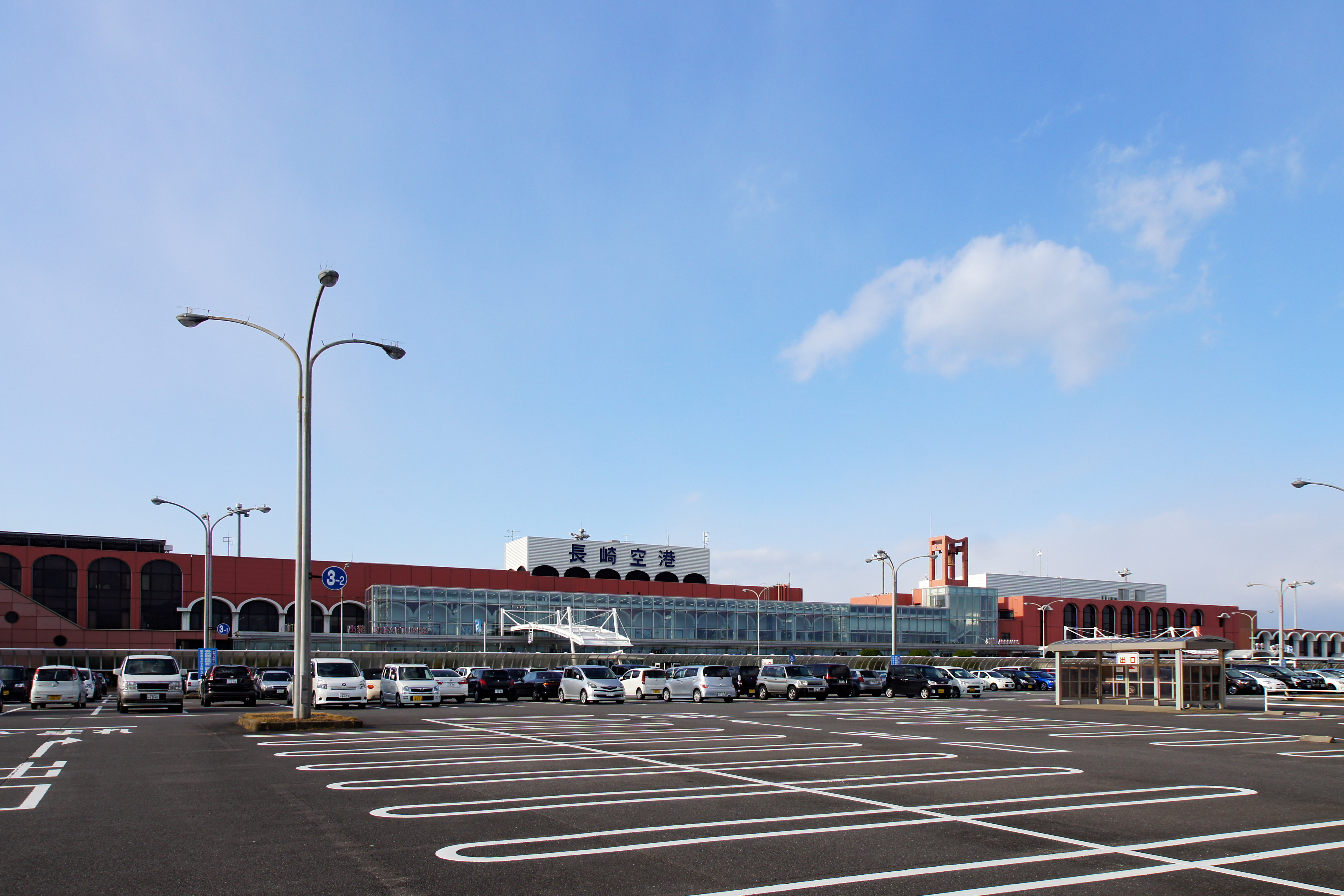
機場客運大樓

長崎機場（日语：／ Nagasaki kūkō */?）是位於日本長崎縣大村市的民用機場，是全球第一座海上機場。根據日本空港整備法被分成第二種機場。
長崎機場的場址雖然位於海上，但並非完全填海造陸的人工島，而是以0.9平方公里的箕島，填擴到2.44平方公里而成。

## 歷史
- 1955年：前身為軍用機場的大村機場，開始改建為軍民合用機場，是為第一代的長崎機場。
- 1960年：大村機場正式開通民航，並被定為二等機場。
- 1971年：現時的機場場址（包括新建的B跑道）開始進行填海工程。
- 1975年5月1日：第二代長崎機場啟用，而在鄰近但不相連的原有機場繼續運作，其跑道被返稱為A跑道；同时为开行国际航班做准备，新机场新建了清关设施。
- 1979年9月，机场开设首条国际航班，为日本航空和中国民航上海局（现中国东方航空）共同运营的的东京成田—长崎—上海虹桥航线[1]。
- 1980年：B跑道延長至3000米。
- 2011年：第一代機場正式移交予防衛省管理，劃離長崎機場範圍，並恢復為純軍用機場。自此，此機場只剩下1975年新建部分仍在使用。

## 航空管制
| 局名 | 周波数(MHz)             |
| GND  | 121.6                   |
| TWR  | 118.5,122.7,126.2,236.8 |
| APP  | 119.175,121.025,261.2   |
| DEP  | 121.0,261.2,362.3       |
| RDR  | 288.1,(362.3)           |
| TCA  | 121.175,245.3           |
| ATIS | 126.85                  |

## 航空保安無線設施
| 局名 | 識別信号 | 周波数(MHz) | 周波数(MHz) | 開設日期             | 開設理由       |
| 局名 | 識別信号 | VOR         | DME         | 開設日期             | 開設理由       |
| 長崎 | OLE      | 116.6       | 1200        |                      |                |
| 琴海 | KIE      | 116.05      | 1068        | 平18.11.23-平19.2.14 | 長崎局のメンテ |

## 乘客人次
| 年份 | 乘客      |
| ---- | --------- |
| 1998 | 3,090,345 |
| 1999 | 3,056,828 |
| 2000 | 2,958,058 |
| 2001 | 2,846,646 |
| 2002 | 2,853,510 |
| 2003 | 2,834,289 |
| 2004 | 2,637,308 |
| 2014 | 3,008,599 |
| 2015 | 3,110,686 |
| 2018 | 3,269,487 |

## 航空公司與航點
| 航空公司                          | 目的地                 |
| --------------------------------- | ---------------------- |
| 日本航空（JL）                    | 東京/羽田              |
| 日本航空（JL） 由J-Air營運        | 大阪/伊丹              |
| 全日本空輸（NH）                  | 東京/羽田              |
| 全日本空輸（NH） 由全日空之翼營運 | 大阪/伊丹、名古屋/中部 |
| 天馬航空（BC）                    | 東京/羽田、神戶        |
| 亞洲天網航空（6J）                | 東京/羽田              |
| 捷星日本航空（GK）                | 東京/成田              |
| 東方空橋（OC）                    | 五島福江、壹岐、對馬   |
| 樂桃航空（MM）                    | 大阪/關西              |
| 中國東方航空（MU）                | 上海/浦東              |
| 大韓航空（KE）                    | 首爾/仁川              |

## 對外交通

### 巴士
從機場外圍（大村、諫早）的一般巴士路線，以及從機場圈內各地（長崎市及佐世保市等），都可乘機場直通巴士進入。
長崎縣營巴士、長崎縣央巴士、長崎巴士、西肥巴士、島鐵巴士
- 长崎市方向
  - Cocowalk茂里町（經由出島道路、長崎新地轉運站、大波止、長崎站）（長崎縣營巴士、長崎巴士）
  - 長崎站（經川平有料道路、道ノ尾、住吉、長崎大學前、浦上站、Cocowalk茂里町）（長崎巴士）
  - 長崎站（經長崎繞道、昭和町、長崎大學東門、浦上站、Cocowalk茂里町）（長崎縣營巴士）
  - 長崎站（經長崎繞道、昭和町、住吉、長崎大學前、浦上站、Cocowalk茂里町）（長崎縣營巴士）

- 諫早市方向
  - 諫早轉運站（經由大村轉運站）（長崎縣央巴士）

- 佐世保市方向
  - 佐佐轉運站（經由川棚巴士中心、豪斯登堡、早岐田子之浦、卸本町入口、佐世保站、松浦町國際通）（西肥巴士）

- 島原市方向
  - 島原港（經由諫早轉運站、雲仙市公所、多比良町站、島原站、島鐵巴士轉運站）（島鐵巴士）

### 合乘計程車
機場合乘計程車共同事業體
- 佐世保站（直達）

大村鷗計程車
- 大村IC(經新大村車站)

### 渡輪
安田產業汽船
- 豪斯登堡
- 時津港

## 外部連結
- 長崎機場 （页面存档备份，存于）（日語）（英文）（简体中文）
- 長崎機場的Facebook專頁